# متیلن
متیلن (به انگلیسی: Methylene) با فرمول شیمیایی CH
۲۲• یک ترکیب شیمیایی با شناسه پاب‌کم ۱۲۳۱۶۴ است. که جرم مولی آن ۱۴٫۰۲۶۶ g/mol می‌باشد. شکل ظاهری این ترکیب، گاز بی‌رنگ است.